# 2MASS J11555389+0559577
2MASS J11555389+0559577 ist ein Brauner Zwerg im Sternbild Jungfrau. Er wurde 2004 von Gillian R. Knapp et al. entdeckt und gehört der Spektralklasse L7,5 an.